# Prix Gadeau-de-Kerville de la Société zoologique de France
Le Prix Gadeau-de-Kerville de la Société zoologique de France est une récompense décernée tous les trois ans à un scientifique en lien avec l'une de ses publications dans le domaine de la biologie, exception faite des arthropodes. Il porte de le nom du zoologiste Henri Gadeau de Kerville qui crée le prix en 1926. Alice Pruvot-Fol et Maxime Lamotte en ont été lauréats.

## Description
Zoologiste et mécène originaire de Rouen, Henri Gadeau de Kerville (1858-1940) fut membre de la Société zoologique de France pendant soixante ans et président d'honneur de cette société en 1922. 
Le prix qui porte son nom, créé en 1926, a été décerné la première fois en 1927 et est décerné tous les trois ans. Il résulte d'un don initial de 20 000 Francs et récompense un « mémoire, manuscrit ou imprimé, concernant la biologie d'un groupe, exception faite des Arthropodes ».
Gadeau de Kerville a créé un autre prix portant son nom : le prix Gadeau-de-Kerville de la Société entomologique de France, qui récompense des travaux sur les Arthropodes.

## Liste des lauréats
- 1927 : P. Mathias.
- 1928 : Albert Pézard (à titre posthume).
- 1929 : Mlle Marie-Louise Verrier.
- 1930 : Pierre Fauvel.
- 1931 : Marcel Abeloos (1901-1977).
- 1932 : A.H. Dorier.
- 1933 : Georges Petit (1892-1973).
- 1934 : Mlle Odette Tuzet (1906-1976).
- 1935 : R. Herpin.
- 1936 : L. Gallien.
- 1937 : Alice Pruvot-Fol (1873-1972).
- 1938 : Henri Heim de Balsac (1899-1973).
- 1939 : J. Thomas.
- 1941 : J. Le Calvez.
- 1942 : J.H. Vivien.
- 1943 : H. Bouxin.
- 1944 : Mlle G. Bobin.
- 1945 : C. Devillers.
- 1946 : C. Desportes.
- 1947 : A. Jost.
- 1948 : A. Souleirac.
- 1949 : Mlle L. Arvy.
- 1950 : R. Godet.
- 1951 : Mlle F. Dubois.
- 1952 : Maxime Lamotte (1911-1998).
- 1953 : Th. Lender.
- 1954 : P. Laviolette.
- 1955 : C. Lévi.
- 1956 : C. Houillon.
- 1957 : A. Chabaud.
- 1958 : F. Rullier.
- 1959 : A. Beaumont.
- 1960 : J.C. Beetschen.
- 1961 : J. Prevost.
- 1962 : M. Vivier.
- 1963 : A. Brosset.
- 1966 : A. Collenot.
- 1969 : N. Fargeix.
- 1972 : L.C. Gallien.
- 1975 : J.P. Gasc.
- 1978 : J.P. Mocquart.
- 1981 : J. Durand.
- 1984 : J. Castanet, J. Gabrion et P. Le Gall.
- 1987 : M. Mathieu.
- 1990 : Mlle N. Yonow
- 1993 : S. Haloti
- 1996 : Guillaume Lecointre (1964-)
- 1999 : Mlles M.-H. Coutelec et A. Quilhac
- 2002 : Mlle A. Ansart & C. Zatylny
- 2005 : Olivier Brosseau (1976-?)
- 2006 : Mme Raymonde Lecomte-Finiger
- 2009 : Mlle S. Lefrère
- 2012 : Marc Eleaume

## Sources
: document utilisé comme source pour la rédaction de cet article.
- Société zoologique de France, « Lauréats du prix Henri Gadeau de Kerville », sur societe-zoologique.fr (consulté le 7 juin 2023). .